# EFM (кодування)
EFM (англ. Eight-to-fourteen modulation — модуляція «8-в-14») — канальне кодування даних, розроблене фахівцями фірми PHILIPS спеціально для лазерного звукозапису на компакт-диск.
Відповідно до правил кодування EFM, кожен 8-розрядний символ замінюється однозначно відповідним йому 14-розрядним символом із спеціальної таблиці перетворення.
Із множини 14-розрядних комбінацій підібрано 256 таких, у яких між двома сусідніми одиницями не менш двох, але не більше десяти нулів. Насправді символів, що задовольняють таким вимогам на обмеження послідовності нулів, трохи більше — 267, але 11 виявилися вже зайвими.
Крім того, до кожного отриманого в результаті перетворення 14-розрядного символу додаються ще три сполучних розряди. Ці сполучні розряди ніякої інформації не несуть і потрібні для того, щоб при сполученні двох символів, один з яких закінчується одиницею, а інший з неї починається, створити між ними інтервал у три біта, а в разі, якщо при сполученні виникає послідовність нулів більше десяти, вставити в один з них одиницю.
Після цього отримана послідовність перетворюється за способом NRZI (Non Return to Zero Inverted — без повернення до нуля інвертований). При цьому кожна одиниця відповідає зміні рівня сигналу, а нуль — його відсутності.